# Dustin Richardson
Dustin A. Richardson (né le 9 janvier 1984 à Newton, Kansas, États-Unis) est un lanceur gaucher qui a évolué en 2009 et 2010 pour les Red Sox de Boston de la Ligue majeure de baseball.

## Carrière
Après des études secondaires à la Newton High School de Newton (Kansas) où il brille en baseball et en basket-ball, Dustin Richardson repousse une offre des Tigers de Détroit en 2003 et suit des études supérieures au Cowley College puis à l'Université de Texas Tech où il porte les couleurs des Texas Tech Red Raiders en 2005 et 2006.  
Richardson est drafté le 6 juin 2006 par les Red Sox de Boston au cinquième tour de sélection. Il perçoit un bonus de 107 000 dollars à la signature de son premier contrat professionnel le 7 juin 2006. 
Il passe trois saisons en Ligues mineures avant d'effectuer ses débuts en Ligue majeure le 28 septembre 2009.
Le 12 novembre 2010, Richardson passe aux Marlins de la Floride en retour du lanceur gaucher Andrew Miller. Il est affecté en Triple-A chez les New Orleans Zephyrs en début de saison 2011. À partir de 2012, il joue soit en ligues mineures dans l'organisation des Angels de Los Angeles, soit pour des clubs indépendants de baseball.

## Statistiques
| Saison | Équipe | G  | GS | CG | SHO | V | D | SV | IP   | SO | ERA  |
| ------ | ------ | -- | -- | -- | --- | - | - | -- | ---- | -- | ---- |
| 2009   | Boston | 3  | 0  | 0  | 0   | 0 | 0 | 0  | 3.1  | 0  | 0,00 |
| 2010   | Boston | 26 | 0  | 0  | 0   | 0 | 0 | 0  | 13.0 | 12 | 4,15 |
| Totaux | Totaux | 29 | 0  | 0  | 0   | 0 | 0 | 0  | 16.1 | 12 | 3,31 |

Note: G = Matches joués ; GS = Matches comme lanceur partant ; CG = Matches complets ; SHO = Blanchissages ; 
V = Victoires ; D = Défaites ; SV = Sauvetages ; IP = Manches lancées ; SO = retraits sur des prises ; ERA = Moyenne de points mérités.